# Örebro läns vapen

Örebro läns vapen.

Örebro läns vapen är en sammansättning av Närkes, Värmlands och Västmanlands landskapsvapen. Vapnet fastställdes 1944.
Blasonering: Sköld kluven av Värmlands (I fält av silver en blå örn med röd beväring) och Västmanlands vapen (I fält av silver ett blått, uppskjutande treberg med tre röda lågor) och däröver i en ginstam Närkes vapen (I rött fält två korslagda pilar av guld med spetsar av silver, i varje vinkel åtföljda av en röd ros av silver)

Närkes landskapsvapen
Värmlands landskapsvapen
Västmanlands landskapsvapen

## Källhänvisning
- Wermlandsheraldik Örebro län